# Herbert Reiger
Herbert Reiger (* 3. März 1927 in Wien; † 12. Dezember 2014 ebenda) war ein österreichischer Jurist und Funktionär der Wirtschaftskammer Österreich.

## Leben
Herbert Reiger trat nach Absolvierung des Studiums der Rechtswissenschaften 1951 in die Bundeswirtschaftskammer ein. Er war dort zunächst im Bereich der Verkehrspolitik tätig. Ab 1954 wirkte er in der Präsidialabteilung. Zu seinen Arbeitskollegen in der wissenschaftlichen Abteilung gehörten u. a. Theodor Tomandl, der spätere Präsident des Verfassungsgerichtshofes Karl Korinek, Gottfried Winkler, der spätere Wirtschaftsminister Johann Farnleitner und der Politiker Herbert Schambeck. Ab 1972 war Reiger Leiter der Präsidialabteilung. Ab 1979 war Reiger Stellvertretender Generalsekretär der BWK.

## Berufliches Wirken
Seit Inkrafttreten des ASVG im Jahr 1956 setzte sich Reiger für eine Verbesserung der Pensionsregelung für die Gewerbetreibenden ein, die bis dahin durch das Handelskammer-Altersunterstützungsgesetz HKAUG nur in geringem Maß bestand. Die Schaffung der Gewerbepension durch das Gewerbliche Selbständigen-Pensionsversicherungsgesetz GSPVG wird als einer seiner Erfolge bezeichnet. Seit den entscheidenden Verhandlungen 1956/57 gilt er als einer der Väter der Gewerbepension, seine subtile Kenntnis der gesetzestechnischen Details ist in einer Reihe von Fachpublikationen dokumentiert, der von ihm mitherausgegebene Leitfaden zur gewerblichen Sozialversicherung wurde zu einem Standardwerk.
Seine Gesprächspartner auf der Führungsebene des Sozialministeriums und der Sozialversicherung waren Friedrich Hillegeist, Gerhard Weißenberg, Adolf Czettel, Hans Sallmutter, Reinhold Melas und Alois Dragaschnig. 17 Jahre lang, von 1975 bis 1992, war er Vorsitzender des damaligen maßgebenden Kontrollorgans in der Dachorganisation der Sozialversicherung, des Überwachungsausschusses im Hauptverband der österreichischen Sozialversicherungsträger, welches später Kontrollversammlung hieß (§ 427 ASVG) und zu der noch später auch die Controllinggruppe (§ 32b ASVG) trat.

## Auszeichnungen
- 1968: Goldenes Ehrenzeichen für Verdienste um die Republik Österreich,[6]
- 1985: Ehrenbürger der Wirtschaftsuniversität Wien[7]
- 1986: Großes Silbernes Ehrenzeichen für Verdienste um die Republik Österreich[8]